# Thai Sky Airlines
Thai Sky Airlines was een Thaise luchtvaartmaatschappij met haar thuisbasis in Bangkok.

## Geschiedenis
Thai Sky Airlines is opgericht in 2004. In 2006 werden alle activiteiten van Thai Sky Airlines stopgezet.

## Vloot
De vloot van Thai Sky Airlines bestond op 29 juni 2012 nog altijd uit twee Lockheed L-1011 (Classic), deze toestellen vliegen niet meer wegens het gebrek aan wisselstukken.

## Bestemmingen
Thai Sky Airlines voerde lijnvluchten uit naar:
- Bangkok, Seoel.